# Kumaichi Horiguchi
Kumaichi Horiguchi (堀口九萬一?) (23 de febrero de 1865-30 de octubre de 1945) fue un diplomático y ensayista japonés. Fue embajador en México entre 1910 y 1913.

## Biografía
Nació el 23 de febrero de 1865. Cuando tenía tres años de edad, su padre que era militar murió en una acción de combate. Conocido como una persona talentosa, se convirtió en director de una escuela local de Nagaoka a la edad de 18 años. Después de mudarse a Tokio, ingresó a la Universidad de Derecho de la Universidad Imperial de Tokio con las mejores calificaciones , y su hijo, Daigaku Horiguchi nació en 1892 cuando todavía estaba en la escuela. Posteriormente poeta. Se graduó al año siguiente.
En 1894, aprobó el primer examen de oficial consular y diplomático de Japón. Ministerio de Relaciones Exteriores como un complemento de oficial consular Corea de Incheon durante 1895, emperatriz Myeongseong el momento del asesinato, de Corea Daewongun sujeto a suspensión de servicio en Ren que provocó el levantamiento del lado japonés. Al día siguiente, volvió a trabajar, pero como diplomático y se vio obligado a seguir un camino que no estaba expuesto al sol. En 1898, fue nombrado como el tercer secretario de la embajada. En 1899, fue asignado a Brasil, y en la de diciembre de 1903, justo antes de la guerra entre Japón y Rusia , que recibió una orden del gobierno para evitar la Rusia de negociar la compra de buques de guerra argentinos y se dirigió a Buenos Aires , donde negoció con altos argentina oficiales del gobierno y cumplió con sus deberes. Los buques de guerra que comprará el gobierno japonés se llamarán " Nisshin " y " Kasuga " y participarán en la Batalla del Mar de Japón.

## Embajador en México
Entre 1910 y 1913 se desempeñó como embajador en México. Presentó sus credenciales al presidente Porfirio Díaz, y como tal presenciaron los acontecimientos del centenario de la Independencia en septiembre de 1910. En febrero de 1913 al darse el cuartelazo intento salvar sin éxito la vida del presidente Francisco I. Madero. Después de lo ocurrido regreso con su esposa a su país en marzo de ese mismo año.
- Datos: Q6282563
- Multimedia: Horiguchi Kumaichi / Q6282563